# Абсолютне видовження
Абсолютне видовження — це міра деформації, яка виникає до того, як матеріал врешті-решт руйнується при дії навантаження, що розтягує. При застосуванні останнього відбувається збільшення довжини та рівномірне зменшення площі перерізу, тоді як матеріал підтримує постійний об'єм. Подовження внаслідок розширення може також відбуватися, коли матеріал зазнає підвищення температури або якщо на нього одночасно діють як осьова сила, так і висока температура.

## Вимірювання
Вимірювання подовження матеріалу внаслідок осьової сили зазвичай проводять за допомогою стандартного випробування на міцність на розрив. Смужка або стрижень певної довжини та рівномірної площі перерізу, закріплені на одному кінці, піддаються навантаженню, що розтягує, вздовж осі зразка. Вимірювальні знаки наносяться на зразок, коли він поміщається в рукоятки випробувальної машини, щоб визначити довжину калібру. Осьове навантаження збільшується поступово і спостерігається подовження, поки матеріал механічно зламається. Цей тест зазвичай нормується, реалізується при постійній швидкості навантаження і є руйнівним. Довжина калібрувальної довжини повинна бути достатньою, щоб забезпечити рівномірне передавання напруги розтягування.
Типовий процес випробування на розтягування починається з зразка, розміщеного за відсутності навантаження. При початковому прикладенні навантаження може спостерігатися рівномірне подовження та зменшення площі перерізу. Це триває до досягнення максимального навантаження. Внаслідок цього відбувається виріз, внаслідок чого наступна деформація стає неоднорідною і протікає лише на шиї. Місцевий справжній стрес продовжує зростати, оскільки площа шиї зменшується, поки не буде досягнуто перелому.
Формула подовження при будь-якій довжині L під час випробування на розтяг: Формула абсолютного видовження:
δ=L-L0
де,
- δ = подовження, (в або мм)
- L0 = початкова довжина калібру між позначками, (в або мм)
- L = довжина між мітками в будь-якій точці при рівномірному подовженні, (в або мм)

Під час випробування на розтягування одночасно знімаються показання прикладеного навантаження та подовження довжини калібру. Ці дані можна побудувати на графіку, який називається кривою напружень і деформацій. Крива напруження-деформація є важливою для розуміння властивостей матеріалу, оскільки вона показує основний взаємозв'язок між інженерною напругою та інженерною деформацією.
Формула інженерних напружень, що показує вплив прикладеного навантаження на вихідну площу перерізу, є:
Формула інженерного напруження,
σ=P/S
де,
- σ = інженерне напруження, (фунт / кв. дюйм або МПа)
- P = прикладене навантаження, (фунтів або N)
- S = початкова площа поперечного перерізу, (кв. Дюйм або кв. Мм).

З іншого боку, інженерна деформація вимірюється як відношення подовження до довжини калібру: Інженерна деформація
де,
ε=δ/L0
- ε = інженерна деформація, (без одиниць)
- δ = подовження в будь-якій точці на етапі рівномірного подовження, (в або мм)
- L0 = початкова довжина калібру між позначками (в або мм).